# 8104 Кумаморі
8104 Кумаморі (8104 Kumamori) — астероїд головного поясу, відкритий 19 січня 1994 року.
Тіссеранів параметр щодо Юпітера — 3,218.